# كلايتون لامبرت (لاعب كرة قاعدة)
كلايتون لامبرت (بالإنجليزية: Clayton Lambert)‏ هو لاعب كرة قاعدة أمريكي، ولد في 26 مارس 1917 في سويت في الولايات المتحدة، وتوفي في 3 أبريل 1981 في أوغدن في الولايات المتحدة.

## وصلات خارجية
- كلايتون لامبرت على موقع دوري كرة القاعدة الرئيسي (الإنجليزية)
- كلايتون لامبرت على موقعبيزبول رفرنس.كوم (الدوري الرئيسي) (الإنجليزية)
- كلايتون لامبرت على موقعبيزبول رفرنس.كوم (الدوري الثانوي) (الإنجليزية)